# パリ協定 (気候変動)
パリ協定（パリきょうてい、英: Paris Agreement）は第21回気候変動枠組条約締約国会議（COP21）が開催されたフランスのパリにて2015年12月12日に採択された、気候変動抑制に関する多国間の国際的な協定（合意）。
1997年に採択された京都議定書以来18年ぶりとなる気候変動に関する国際的枠組みであり、気候変動枠組条約に加盟する全196カ国全てが参加する枠組みとしては史上初である。排出量削減目標の策定義務化や進捗の調査など一部は法的拘束力があるものの罰則規定は無い。2020年以降の地球温暖化対策を定めている。2016年4月22日のアースデーに署名が始まり、同年9月3日に温室効果ガス2大排出国である中華人民共和国とアメリカ合衆国が同時批准し、同年10月5日の欧州連合の法人としての批准によって11月4日に発効することになった。日本の批准は、協定発効後の2016年11月8日になった。2019年12月現在の批准国・団体数はヨーロッパ連合を含めて187である。参加していないのは世界でもシリア内戦で失敗国家化しているシリアと、より厳しい環境規制を求めているニカラグアだけである。しかしニカラグアは2017年10月に協定に署名する意向を発表し、同年11月にシリアも批准を表明した。
第21回気候変動枠組条約締約国会議（COP21）での議長国であるフランスのファビウス外相は「この野心的でバランスのとれた計画は地球温暖化を低減させるという目標で“歴史的な転換点”である」と述べていたが、2016年アメリカ合衆国大統領選挙に勝利して「アメリカ第一主義」を政権運営の柱に据えたトランプ政権は兼ねてから地球温暖化に対する懐疑論者で「地球温暖化という概念は、アメリカの製造業の競争力を削ぐために中国によって中国のためにつくりだされた」と主張したこともあり、2017年6月に協定から離脱する意向を表明し、正式な離脱通告が可能となった2019年11月4日に正式に離脱を表明した。
世界2位の温室効果ガス排出国であるアメリカの離脱の表明を受け、協定の同時批准国で発展途上国の大量離脱を招きかねない中国（世界一の温室効果ガス排出国）の対応が注目されたが、2017年12月に中国は世界最大の排出取引市場となる全国炭素排出取引市場を設立した。その後、2021年1月20日にトランプから政権を引き継いだジョー・バイデンによって、アメリカのパリ協定への復帰が表明された。しかし、2025年1月に大統領に復帰したトランプによって再びパリ協定からの離脱が表明された。
2024年にネイチャーで発表された論文によると、気温上昇を1.5℃以内に抑える（パリ協定の目標を達成する）ためには、各国政府による気候政策の強化が最も重要とされている。

## 内容

### 目的
産業革命前からの世界の平均気温上昇を「2度未満」に抑える。加えて平均気温上昇「1.5度未満」を目指す（第2条1項）。
人々は節電などに気を付けて生活し、温暖化に繋がる行為は極力しないようにして、温暖化を止めるように、団体や学校で進める。
2024年には世界気象機関の報告により、世界平均気温が一時的に産業革命前比で約1.55℃に達した可能性が示されたが、これは短期的な変動であり長期的な平均ではないため、「1.5℃未満に抑える」目標が直ちに破られたわけではないという注記が重要である。

### 「緩和」と「適応」
一般に地球温暖化などの気候変動への対処は温室効果ガス（GHG)の排出削減と吸収の対策を行う「緩和」と、既に起こり始めている温室効果ガスによる影響への「適応」に分けられる。パリ協定も2条の目的を達成するため、「今世紀後半に温室効果ガスの人為的な発生源による排出量と吸収源による除去量との間の均衡を達成するために、（中略）世界全体の温室効果ガスの排出量が出来る限り速やかにピークに達すること及びその後は利用可能な最良の科学に基づいて迅速な削減に取り組むことを目的」としており（第4条1項）、「持続可能な開発に貢献し、及び適応に関する適当な対応を確保するため、この協定により、気候変動への適応に関する能力の向上並びに気候変動に対する強靱性の強化及び脆弱性の減少という適応に関する世界全体の目標を定める」（第7条1項）と規定している。

### 各国削減目標の提出義務
パリ協定の最大の特徴の1つとして挙げられるのが、全締約国（1997年に採択された京都議定書とは異なり先進国だけでなく途上国も）が削減目標（「各国が決めた貢献」（英：Nationally Determined Contribution、略称：NDC））を作成・提出・維持する義務と、当該削減目標の目的を達成するための国内対策をとる義務を負っていることである（第4条2項）。なお目標の達成自体は義務とはされていない。

### 各国の削減目標
下記についてはWWFジャパン及び資源エネルギー庁のホームページによるものである（日本は概要と特記事項、韓国は概要と環境用語解説、日本と韓国以外は概要のみ）。なおアメリカにおいてはトランプ大統領によるパリ協定離脱表明で削減目標が破棄されるものの、後に結成したアメリカ気候同盟によって、州政府レベルの削減目標として引き継がれた。

#### 日本
- 2030年までに2013年比で、温室効果ガス排出量を26％削減する（2005年比25.4％削減、約10億4,200万t-CO2）[24]。気候団体はこの目標について「すべての国がこのレベルの目標を採用するならば、地球温暖化が21世紀に3℃から4℃を超える可能性が高く、非常に不十分」と批判している[25]。
  - 森林・土地利用部門での吸収量を3700万トン（2013年度排出量の2.6％相当）見込んでいる。京都議定書と同じ方式で算定する。
  - JCM（二国間クレジット制度）については削減目標の試算には含まれていないが、JCMの下での削減量や吸収量は、適切な方法でカウントする。
- 2020年までに自然エネルギーの発電量を8パーセントに引き上げる。

#### 中国
- 2030年ごろにCO2排出量がピークを抑えることを達成し、より早期にピークを抑えるように最大限の努力を行う。
- 2030年までに、2005年比でGDP当たりのCO2排出量を、60～65％削減する。
- 2030年までに、一次エネルギー消費に占める非化石燃料（エネルギー）の割合を20％に増やす。
- 2030年までに、2005年比で、森林ストック容量を約45億立方メートル増加させる。

#### 韓国
- 2030年までに、BAU比で温室効果ガス排出量を37％削減する。
  - BAUとはBusiness As Usualの略で、特段の対策のない自然体ケースに較べての効果をいう

#### EU
- 2030年までに、1990年比で温室効果ガス排出量を国内で少なくとも40％削減及び2013年比で24％削減する。

#### スイス
- 2030年までに、1990年比で温室効果ガス排出量を50％削減する。
- 2025年までには、1990年比で35％の削減が予期される。

#### アメリカ
- 2025年までに、2005年比で温室効果ガス排出量を26～28％削減する。28％削減へ向けて最大限の努力をする。

#### カナダ
- 2030年までに、2005年比で温室効果ガス排出量を30％削減する。

#### オーストラリア
- 2030年までに、2005年比で温室効果ガス排出量を6～28％削減する。

#### シンガポール
- 2030年までに、2005年比でGDP当たりの温室効果ガス排出量を36％削減する。
- さらに2030年ごろに排出量がピークすることを目標に、温室効果ガス排出量を安定化させる。

### 締結および署名国
2019年12月の時点で195ヶ国とヨーロッパ連合（EU）は本協定を締結した。これらの当事者の187カ国は、批准または協定に加盟している。特に締約国のうち187団体が協定を締結しており、特に中国・アメリカ・インドは加盟国全体の約3割の温室効果ガス排出量（約42％）を抱えている。

## アメリカ合衆国の協定離脱宣言
2017年6月1日に第45代アメリカ合衆国大統領ドナルド・トランプは「中国、ロシア、インドは何も貢献しないのにアメリカは何十億ドルも払う不公平な協定だ」としてアメリカがパリ協定から離脱すると表明した。これに対してアメリカ国内・日本・ヨーロッパをはじめとする世界各国は反発し、トランプの前任者で中国とともにパリ協定を主導した元大統領バラク・オバマは「地球の未来を拒否する一握りの国に加わった」と非難した。
フランス大統領エマニュエル・マクロンは「アメリカの離脱は大きな間違い」とトランプを批判し、トランプ政権がスローガンとして掲げる「アメリカを再び偉大にしよう（"Make America Great Again"）」を皮肉って「私たちの惑星を再び偉大にしよう（"Make Our Planet Great Again"）」とパリ協定の重要性を訴えた。またドイツ・イタリアの首脳と連携して「アメリカとの再交渉を拒否する」との声明を発表した。
日本の麻生太郎副総理兼財務大臣も事例として「かつての第一次世界大戦後にウッドロウ・ウィルソン大統領が創設を提唱しながらその肝心のアメリカが国際連盟に加入しなかった」という歴史上の出来事を引き合いに「その程度の国」とトランプ政権を非難するコメントを出している。中国の李克強国務院総理も離脱宣言をしたアメリカに対し、「（温暖化対策で）世界の責任を全うする」としてパリ協定遵守を表明した。G20の19カ国はアメリカを抜きにパリ協定を履行することで合意した。
アメリカ国内でもワシントン州・ニューヨーク州・カリフォルニア州の3州はトランプ政権から独立してパリ協定目標に取り組むアメリカ気候同盟を結成して、さらにマサチューセッツ州・ハワイ州など他の7州も加盟した。アメリカ気候同盟の立ち上げを主導したカリフォルニア州のジェリー・ブラウン州知事は結成直後に訪問した中国で「中国がアメリカに代わって気候変動対策のリーダーシップを握った」として中国政府との協力を表明した後、中国とクリーンテクノロジーのパートナーシップを結んだ。
アメリカのリック・ペリーエネルギー長官は、トランプのパリ協定離脱表明直後に中国が気候変動対策でリーダーシップをとることを歓迎するとしつつ、依然アメリカはクリーンテクノロジーの開発などでリードしていると述べ、6月6日にパリ協定離脱反対派であるブラウン州知事とともに中国の北京を訪れて第8回クリーンエネルギー部長級会議に出席し、中国の張高麗国務院副総理と会談してクリーンエネルギーでの米中協力で一致するも、一地方自治体に対する異例の厚遇である中国の習近平国家主席（党総書記）との会見を行ったブラウン州知事との対応の違いが注目され、ブラウン州知事は中国の一帯一路に参加する意向を示したことなどが待遇の違いに繋がったとされる。トランプのパリ協定離脱表明に抗議してロバート・A・アイガーやイーロン・マスクは大統領戦略政策フォーラムから脱退し、アメリカの500箇所を越える自治体と約1700ものの企業もトランプを無視してパリ協定を順守する決意をした。
共和党のミッチ・マコーネル上院多数党院内総務は「石炭産業やその労働者を取り戻す決意を示した」と高く評価し、トランプのパリ協定離脱表明を支持した。アメリカ合衆国環境保護庁長官スコット・プルーイットもアメリカのパリ協定離脱を批判している世界各国に対して「（離脱は）正しい判断であり、アメリカとして謝ることは何も無い」とトランプ大統領を擁護した。
2018年1月10日にトランプは前政権が署名した当時の協定内容の修正を条件に「正直に言って私としては問題の無い協定だ。よって、復帰もあり得る」と述べた。
2019年11月4日にアメリカ合衆国国務長官マイク・ポンペオはパリ協定から離脱するための手続きを開始したと発表した。離脱の手続きには通告から1年を要するため、正式な離脱は2020年アメリカ合衆国大統領選挙の翌日の11月4日となった。

### 離脱時の演説ポイント
トランプがパリ協定の離脱を表明した時における演説ポイントは下記の通りである。なお、このポイントについてアメリカのジョン・フォーブス・ケリー元国務長官は「醜悪な責任の放棄」とトランプを非難している。
- アメリカと市民を守る重大な義務を果たすためパリ協定から離脱する。
- 協定は他国に利益をもたらし、アメリカの労働者に不利益を強いる。
- 今日限りで協定が我が国に課す目標の全ての履行や財政負担をやめる。
- 途上国の温暖化対策支援もやめる。支援によりアメリカの富が持ち出されている。
- 他国がアメリカに協定残留を求めるのは、自国を経済的に優位に立たせるためだ。
- 中国の温室効果ガスの排出増加やインドの石炭生産増加は認められており、非常に不公平だ。
- アメリカにとって公正な協定に変えた上で再加入するか、新しい枠組みをつくる交渉を始める。

### 大統領のピッツバーグ発言
トランプはパリ協定離脱を表明している最中に「私が大統領になったのはピッツバーグのお蔭であり、パリではない」と発言している。これを受けてピッツバーグのビル・ペドゥート市長は「我々市民はこれからの未来のために、大統領選挙では市民の80パーセントがヒラリー・クリントンに投票した」とトランプに反論し、パリ協定を順守することを断言した。

### 基金に対する批判
トランプは2017年6月1日にホワイトハウスの前で、国際連合の気候部門のトップが毎年基金へと拠出されている1000億ドルを「極少額のカネ」と何度も例えていて、1000億ドルは「アメリカの経済・産業・労働者・国民と納税者の利益に大きな害を与えるものだ」と批判している。またアメリカ国家経済研究協会の調査結果を踏まえて、パリ協定は「2040年までにアメリカの国内総生産（GDP）に3兆ドルの損失をもたらし、650万人の雇用を失う」との見解を示している。
2015年にも緑の気候基金の事務局長は、何度も2020年以降は見積もられた基金は毎年4500億ドルを必要とするように増加するだろうと述べているが、誰も拠出した金が何処に行くのかさえ知らない。そしてトランプは「拠出した金は何処へ行くの？」の質問に答えられる者は誰もいないとして、温暖化対策を名分に悪用されているとして批判している。

### 協定復帰と再脱退
2021年1月20日、第46代アメリカ大統領となったジョー・バイデンは、初執務としてパリ協定復帰を含む17本の大統領令に署名・発効させた。
2025年1月20日、第47代アメリカ大統領となったドナルド・トランプは、パリ協定からの脱退の大統領令に署名・発行させた。